# درنیک سیمونیان
درنیک نیکلایی سیمونیان (ارمنی: Դերենիկ Նիկոլայի Սիմոնյան؛ زادهٔ ۱۸ اکتبر ۱۹۳۶) یک  سیاستمدار اهل ارمنستان است که از تاریخ ۱۹۹۰ تا تاریخ ۱۹۹۵ سمت نمایندگی دوره اول شورای عالی جمهوری ارمنستان را برعهده داشت.

## زندگی‌نامه
در ۱۸ اکتبر ۱۹۳۶ ‏در ارمنستان به دنیا آمد . 